# Hinova (gmina)
Hinova – gmina w Rumunii, w okręgu Mehedinți. Obejmuje miejscowości Bistrița, Cârjei, Hinova i Ostrovu Corbului. W 2011 roku liczyła 2849 mieszkańców.